# Zauía (Libia)
Zauiya o Zawiya (en árabe: الزاوية‎ Az Zāwiyah, nombres variantes: Ḩārat az Zāwiyah, Al Ḩārah, El-Hára, Haraf Az Zāwīyah), es una ciudad del noroeste de Libia situada sobre la costa del mar Mediterráneo a unos 40 km al oeste de Trípoli. Es la capital del Distrito de Zauiya. En 2011, contaba con 83 519 habitantes.
Zauiya ha sido objeto el 24 de febrero de 2011 de una batalla entre el gobierno provisional y la resistencia de Muamar el Gadafi, cercado este último en la capital de Libia. (véase Rebelión en Libia de 2011). No obstante, tras ocupar los rebeldes la ciudad, fueron sitiados por los leales a Gadafi, quienes reconquistaron la ciudad a inicios de marzo.
En la actualidad se encuentra en manos del CNT desde la Batalla de Trípoli.